# Sint-Laurentiuskerk (Maasniel)

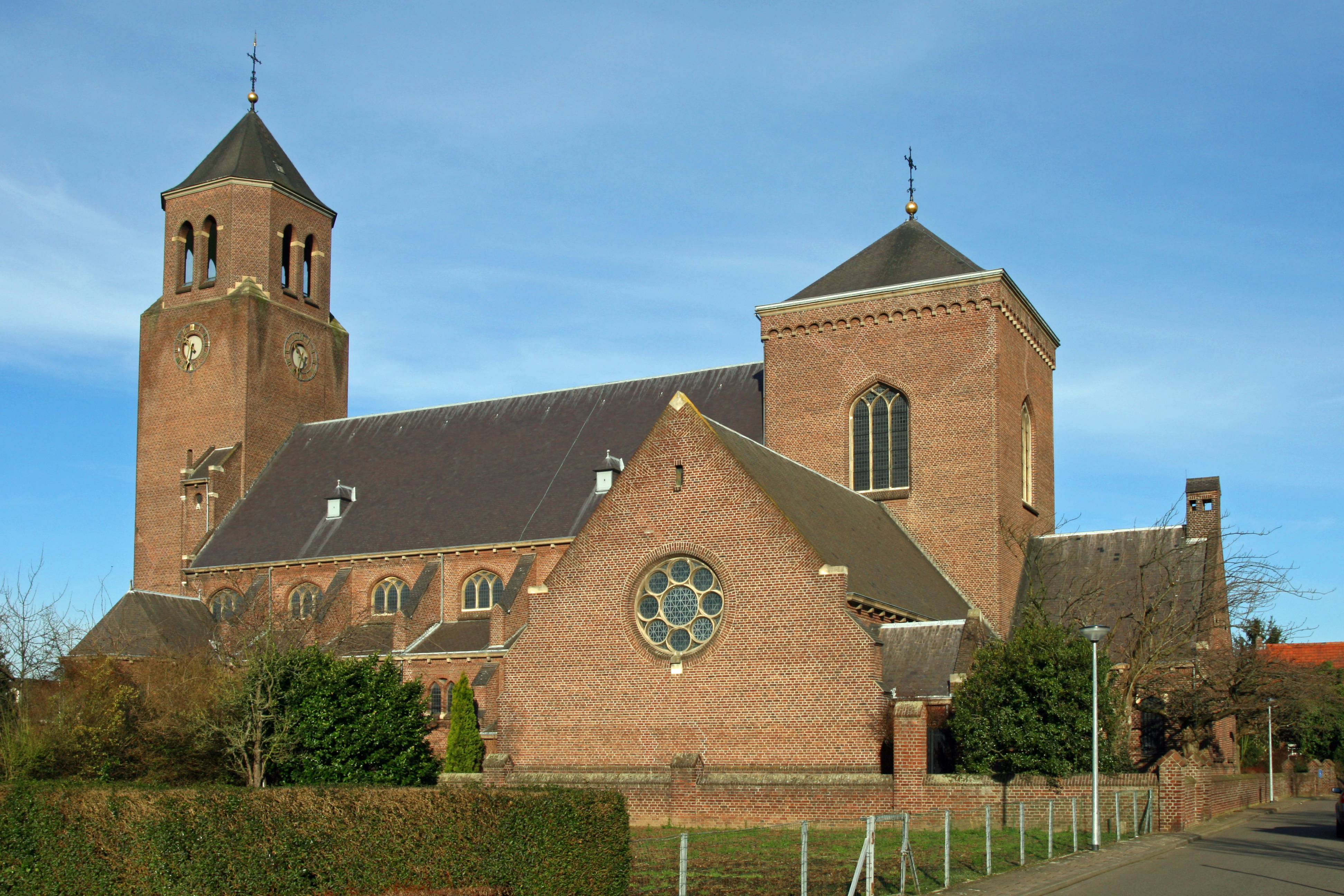
Sint-Laurentiuskerk

De Sint-Laurentiuskerk is de parochiekerk van Maasniel(Roermond), gelegen aan Raadhuisstraat 19.

## Geschiedenis
Maasniel werd voor het eerst genoemd in een schenkingsakte van 943. In 1298 was er voor het eerst melding van een zelfstandige parochie. Toen bestond er een zaalkerkje met een fundering van Maaskeien, waarvan in 1949 resten werden aangetroffen bij archeologisch onderzoek. Het kerkje werd geleidelijk aan de oostzijde uitgebreid en er werd een toren van Maaskeien opgericht. Een nieuwe kerk kwam tot stand omstreeks 1775 en werd gebouwd door de Kartuizers van Roermond. In 1880 werd deze kerk vervangen door een neogotisch bouwwerk, ontworpen door Carl Weber. De indeling van dit nieuwe gebouw leek sterk op die van de voorganger. De kerk werd een bedevaartsoord voor Onze-Lieve-Vrouw van Altijddurende Bijstand.
In januari 1945 werd de kerk zwaar beschadigd door Britse artilleriebeschietingen en op 28 februari van dit jaar werd de toren opgeblazen door de zich terugtrekkende Duitsers. Deze toren viel op het schip en daarmee werd de kerk volledig verwoest.
De kerk werd gesloopt en een nieuwe kerk werd ontworpen door Joseph Franssen. De kerk werd ingewijd in 1951. De toren was nog niet aangebouwd. In 1955 kwam een nieuwe toren gereed.
In 1992 werd de kerk zwaar beschadigd door een aardbeving. De toren bleef overeind, maar de gewelven van de zesde travee stortten in. De kerk werd weer hersteld.

## Gebouw
Het betreft een bakstenen basilicaal gebouw in christocentrische trant, in dit geval met boven het koor een vierkante, torenachtige constructie, gedekt door een tentdak met daar bovenop een kruis.
De voorgebouwde toren heeft een vierkante basis met daarboven een achtkante lantaarn, gedekt door een tentdak. De transeptarmen, voorzien van roosvensters, bevinden zich ter weerszijden van het koor.